# Gary Paffett
Gary Paffett (Bromley, 1981. március 24.) brit autóversenyző. Kétszeres DTM bajnok.

## Pályafutása

### Korai évei (1993-1999)
1993-ban Paffett csatlakozott a brit kadét bajnoksághoz és ott szerzett magának egy tiszteletre méltó harmadik helyet. Egy évvel később a brit Junior TKM bajnokságba szerződött és ott második helyen végzett . 1995-ben megnyerte a briteknek a Junior TKM bajnokságot és így helyett kapott a Junior ICA európai bajnokságban. A sikerek 1996-ban folytatódtak: megnyerte a jövő McLaren-Mercedes Kartingosa bajnokságot. Jövőre együléses járművekbe szerződött és ő nyerte a Forma Vauxhall Junior téli szériáját,így megkapta a legjobb jövevénynek járó díjat ebben a sorozatban. 1998-ban mind a 13 versenyen ő futotta a leggyorsabb köröket a Forma Vauxhall Junior B osztályában és az évad minden versenyét megnyerte . Szintén beállított egy eredményt amit azóta egyik B osztályú autó sem tudott megdönteni. Később előreptették őt a Forma Vauxhall Juniornak és két elért eredménnyel nyerte a bajnokságot: négy győzelemmel, öt leggyorsabb körrel és három pole-pozícióval. Az évad végén megkapta az év legjobb és legfiatalabb McLaren Autósport díjat.

### A Formula–3-ban
Miközben magasabb osztályba, a Forma 3-ba jutott, addig még a brit F3 bajnokság ösztöndíjasa osztályában versenyzett, ahol 13 győzelmet, 13 leggyorsabb kört és 13 pole-pozíciót szerzett. 2001-ben, amikor a tengerentúlra tették a német F3 bajnokságot, akkor Keke Rosberggel versenyezett, és csapatával a 6. lett. 2002-ben uralta a mezőnyt, hiszen úgy fejezte be a bajnokságot hogy nem vesztette el előnyét.

### A DTM-ben

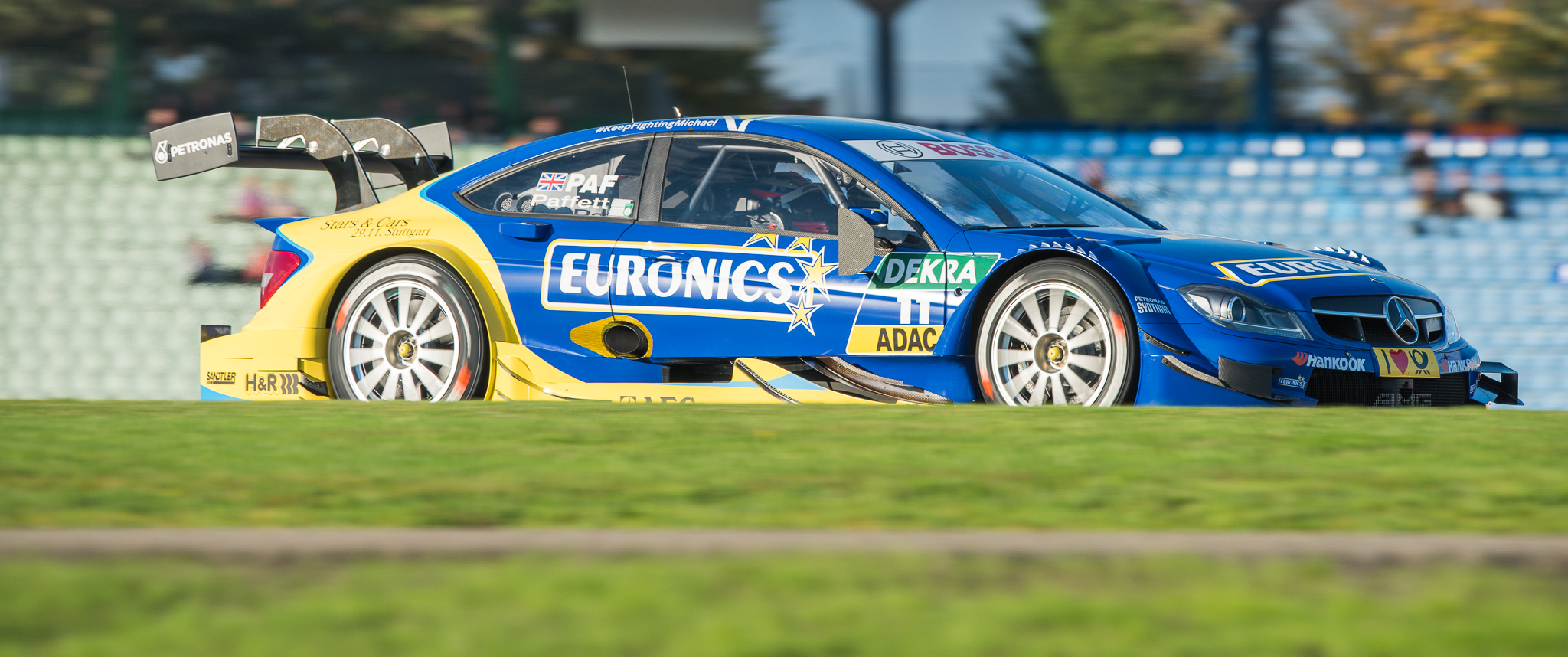
Paffett, Deutsche Tourenwagen Masters 2014 - Hockenheimring

2003-ban Gary aláírta szerződését az új Brand Motorsportnak,hogy versenyezzen a Forma 3000-ben, de a csapat visszavonult a sorozattól, így a csapattársát Nicolas Minassiant, és őt is csapat nélkül hagyták. Ám a Mercedes kapcsolatba lépett vele és felvette őt, hogy Rosberg a Mercedes AMG csapatával nyerjen. A DTM-et egy egyéves autóban ülve kezdte és 11. lett. Egy évvel később, ő volt a legjobb és naprakészebb az AMG-Mercedes C csapatnál, így négy győzelmet és egy pole-pozíciót szerzett. Egy évvel később öt győzelmet és négy pole-pozíciót szerzett. 2007-ben Gary visszatért a DTM-hez egy 2006-os versenyautóba,ám a McLaren Forma 1-es csapata megkérte a Persson Motorsportot, hogy tesztelje a Formula–1-ben.

### A Formula–1-ben
2005 decemberében bejelentette, hogy nem tér vissza a DTM sorozathoz, helyette a McLaren-Mercedest teljes munkaidőben tesztelhette 2006-ban Pedro de la Rosával.
2006 októberében Paffett kiszabadult a McLaren szerződéséből, így jobb alkalmak után kutathatott. Később tesztpilótaként aláírt a Hondához, de Christian Kliennek már élő szerződése volt a csapathoz tesztpilótaként. Néhány héttel később második tesztpilótaként aláírt a McLarenhez de la Rosa után.
Nyilvánosan kijelentette, hogy 2008-on keresztül egy Formula1-es versenyülést keres és kapcsolatba is hozták a sikertelen Prodrive F1 tervezetével.
2010-es évre de la Rosa aláírt a Sauber istállóhoz, így Paffett első számú teszt- és tartalékpilótává lett előléptetve. A 2016-os idényben a Williams tesztpilótája.

## Eredményei

### Teljes Formula–3-as eredménysorozata
| Év   | Csapat      | Motor         | Gumi | 1      | 2   | 3   | 4   | 5   | 6   | 7   | 8   | 9   | 10  | Helyezés | Pont |
| ---- | ----------- | ------------- | ---- | ------ | --- | --- | --- | --- | --- | --- | --- | --- | --- | -------- | ---- |
| 2003 | Lola B02/50 | Zytek-Judd KV | A    | SMR 14 | ESP | AUT | MON | EUR | FRA | GBR | GER | HUN | ITA | NC       | 0    |

### Teljes DTM eredménylistája
(Táblázat értelmezése)

(Félkövér: pole-pozícióból indult; dőlt: leggyorsabb kört futott) 

| Év   | Csapat                              | 1        | 2       | 3        | 4        | 5        | 6        | 7        | 8         | 9       | 10       | 11      | 12       | 13       | 14       | 15       | 16       | 17       | 18       | 19      | 20      | Helyezés | Pont |
| ---- | ----------------------------------- | -------- | ------- | -------- | -------- | -------- | -------- | -------- | --------- | ------- | -------- | ------- | -------- | -------- | -------- | -------- | -------- | -------- | -------- | ------- | ------- | -------- | ---- |
| 2003 | Team Rosberg                        | HOC      | ADR     | NÜR Ki   | LAU 15   | NOR Ki   | DON 9    | NÜR 8    | A1R 6     | ZAN 12  | HOC 18†  |         |          |          |          |          |          |          |          |         |         | 11.      | 4    |
| 2004 | HWA Team                            | HOC 1    | EST 13  | ADR 4    | LAU DSQ  | NOR 1    | SHA 1‡   | NÜR 1    | OSC 4     | ZAN 4   | BRN 3    | HOC 3   |          |          |          |          |          |          |          |         |         | 2.       | 57   |
| 2005 | HWA Team                            | HOC 2    | LAU 1   | SPA 8    | BRN 4    | OSC 1    | NOR 1    | NÜR 3    | ZAN 1     | LAU 2   | IST 1    | HOC 3   |          |          |          |          |          |          |          |         |         | 1.       | 84   |
| 2007 | Persson Motorsport                  | HOC 8    | OSC 1   | LAU 8    | BRH 10   | NOR 4    | MUG Ki   | ZAN 9    | NÜR 12    | CAT 5   | HOC Ki   |         |          |          |          |          |          |          |          |         |         | 9.       | 20.5 |
| 2008 | Persson Motorsport                  | HOC 7    | OSC 11  | MUG 12   | LAU 10   | NOR DSQ  | ZAN 11   | NÜR 4    | BRH 8     | CAT 11  | BUG 4    | HOC 11  |          |          |          |          |          |          |          |         |         | 9.       | 13   |
| 2009 | HWA Team                            | HOC Ki   | LAU 1   | NOR 5    | ZAN 1    | OSC 5    | NÜR 8    | BRH 4    | CAT 4     | DIJ 1   | HOC 1    |         |          |          |          |          |          |          |          |         |         | 2.       | 59   |
| 2010 | HWA Team                            | HOC 1    | VAL 7   | LAU 5    | NOR 6    | NÜR 3    | ZAN 1    | BRH 5    | OSC 4     | HOC 4   | ADR 2    | SHA 1   |          |          |          |          |          |          |          |         |         | 2.       | 67   |
| 2011 | HWA Team                            | HOC 6    | ZAN 9   | SPL 8    | LAU 4    | NOR Ki   | NÜR 8    | BRH 4    | OSC 4     | VAL 8   | HOC 5    |         |          |          |          |          |          |          |          |         |         | 7.       | 25   |
| 2012 | HWA Team                            | HOC 1    | LAU 2   | BRH 1    | SPL 3    | NOR 4    | NÜR 6    | ZAN 7    | OSC 2     | VAL Ki  | HOC 2    |         |          |          |          |          |          |          |          |         |         | 2.       | 145  |
| 2013 | HWA Team                            | HOC 4    | BRH 6   | SPL 9    | LAU 1    | NOR 18†  | MSC 5    | NÜR 17   | OSC 6     | ZAN 9   | HOC 9    |         |          |          |          |          |          |          |          |         |         | 6.       | 69   |
| 2014 | HWA Team                            | HOC 12   | OSC 8   | HUN Ki   | NOR 12   | MSC 16   | SPL 17   | NÜR 16   | LAU 13    | ZAN 19† | HOC 10   |         |          |          |          |          |          |          |          |         |         | 22.      | 5    |
| 2015 | ART Grand Prix                      | HOC 1 Ki | HOC 2 3 | LAU 1 23 | LAU 2 Ki | NOR 1 3  | NOR 2 7  | ZAN 1 11 | ZAN 2 10  | SPL 1 7 | SPL 2    | MSC 1 7 | MSC 2 6  | OSC 1 Ki | OSC 2 13 | NÜR 1 4  | NÜR 2 Ki | HOC 1 Ki | HOC 2 9  |         |         | 9.       | 89   |
| 2016 | Mercedes-Benz DTM Team ART          | HOC 1 11 | HOC 2 4 | SPL 1 18 | SPL 2 13 | LAU 1 14 | LAU 2 5  | NOR 1 14 | NOR 2 DSQ | ZAN 1 4 | ZAN 2    | MSC 1 3 | MSC 2 18 | NÜR 1 19 | NÜR 2 7  | HUN 1 20 | HUN 2 16 | HOC 1 19 | HOC 2 15 |         |         | 11.      | 73   |
| 2017 | Mercedes-AMG Motorsport Mercedes Me | HOC 1 7  | HOC 2   | LAU 1 6  | LAU 2 4  | HUN 1 7  | HUN 2 9  | NOR 1 10 | NOR 2 Ki  | MSC 1 7 | MSC 2 16 | ZAN 1 8 | ZAN 2 5  | NÜR 1 10 | NÜR 2 14 | SPL 1 17 | SPL 2 4  | HOC 1 9  | HOC 2 4  |         |         | 10.      | 102  |
| 2018 | Mercedes-AMG Motorsport Petronas    | HOC 1    | HOC 2 3 | LAU 1 9  | LAU 2 1  | HUN 1 6  | HUN 2 15 | NOR 1 2  | NOR 2 13  | ZAN 1   | ZAN 2    | BRH 1 6 | BRH 2    | MIS 1 Ki | MIS 2 14 | NÜR 1 3  | NÜR 2 5  | SPL 1 10 | SPL 2 3  | HOC 1 4 | HOC 2 3 | 1.       | 255  |

† Nem fejezte be a futamot, de rangsorolva lett, mert teljesítette a versenytáv 90%-át.
‡ Sanghaj nem volt a bajnokság része.

### Teljes Formula–E eredménylistája
(Táblázat értelmezése)

(Félkövér: pole-pozícióból indult; dőlt: leggyorsabb kört futott) 

| Év      | Csapat      | 1      | 2      | 3      | 4      | 5     | 6      | 7      | 8     | 9      | 10     | 11     | 12     | 13     | Helyezés | Pont |
| ------- | ----------- | ------ | ------ | ------ | ------ | ----- | ------ | ------ | ----- | ------ | ------ | ------ | ------ | ------ | -------- | ---- |
| 2018–19 | HWA Racelab | ADR Ki | MAR Ki | SAN 14 | MEX 16 | HKG 8 | SNY Ki | ROM Ki | PAR 8 | MON 12 | BER 16 | BRN 17 | NYC 11 | NYC 10 | 19.      | 9    |

* A szezon jelenleg is zajlik.
† A versenyt nem fejezte be, de rangsorolva lett, mert teljesítette a versenytáv 90%-át.

## Külső hivatkozások
- Hivatalos honlapja